# Royal Bank of Canada
Royal Bank of Canada, franska: Banque royale du Canada, är en kanadensisk multinationell bankkoncern som erbjuder olika sorters finansiella tjänster till sina 16 miljoner kunder i 37 länder världen över. De rankades 2016 som världens 44:e- och Kanadas största publika bolag.

## Historik
Banken har sina rötter från när affärsbanken Merchants Bank of Halifax bildades 1864 i Halifax, Nova Scotia av åtta lokala affärsmän. 1901 valde man göra en nationell expansion och beslutade samtidigt att ändra namn till sitt nuvarande, för att spegla att man var en bank för alla kanadensare och inte bara för de som bodde i Halifax och Nova Scotia. Under bankens existens har man genomgått ett flertal fusioner med andra banker och finansinstitut för att bli den storbank man är idag.
För 2016 hade de en omsättning på omkring C$38,4 miljarder och förvaltade ett kapital på nästan C$600 miljarder samt hade en personalstyrka på 81 000 anställda. Deras primära huvudkontor ligger i Toronto, Ontario, de har dock en liten del av företagsledningen i Montréal, Québec eftersom deras huvudkontor var helt baserat där mellan 1907 och 1976.